# Baldassare Aloisi
Baldassare Aloisi ou Baldassare Galanino ou encore Il Galanino (né à Bologne en Émilie-Romagne le 12 octobre 1577 et mort en 1638) est un graveur, portraitiste et peintre italien de la Renaissance qui fut actif de la fin du XVIe au début du XVIIe siècle.

## Biographie
Sa mère Elena Zenzanini est une cousine de Agostino et Annibale Carracci.
Élève de Ludovico Carracci, ses compositions ne rencontrant pas le succès escompté, il déménage à Rome et se consacre à la peinture de portraits. Il réalise aussi des gravures d'après des peintures, mais son travail est estimé un peu négligé. 
À Rome, il réalise les portraits des personnages les plus célèbres de son temps. Pour les églises il peint aussi des fresques dont la plus connue est Le Couronnement de la Vierge dans l'église Jésus et Marie à Rome. Parmi ses gravures figurent cinquante plaques de Raphaël dans les Loges Vaticanes,. 
Baldassare Aloisi eut deux fils, Vito Andrea et Gioseffe Carlo, peintres également.

## Œuvres

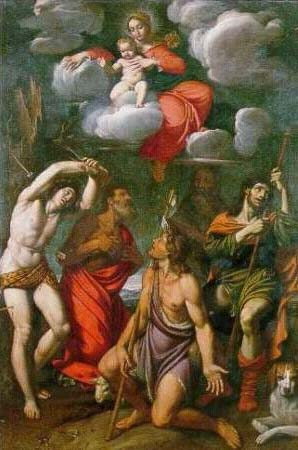
Madonna col Bambino in gloria e i santi (1608).

- La Visitation, première chapelle de l'église Santa Maria della Carità, Bologne.
- La Couronnement de la Vierge, église de Gesu et Maria, Rome.